# Allahovy rybníky
Allahovy rybníky jsou kaskáda pěti malých rybníků (původně sedmi, ale dva již zanikly) v Lednicko-valtickém areálu na potoku zvaném Allah, Alah či Aloch, nedaleko zaniklé středověké osady Aloch, od které mají zřejmě odvozené jméno. Aloch je poprvé uváděn v roce 1391, rybníky až v roce 1764. Celá soustava spadá do lednické rybniční soustavy, budované Lichtenštejny od 14. století. Odtok je do Prostředního rybníka na Včelínku. 
Od roku 1945 nebyly udržovány a docházelo k jejich postupnému zarůstání. Od roku 2000 procházejí postupnou revitalizací. Jejich funkcí je akumulace vody v povodí Dyje, dále také zvyšování vlhkosti na suché štěrkopískové terase Bořího lesa, zlepšování jakosti vody a v neposlední řadě i obnovování života vodomilných živočichů. V současné době jsou chráněny v rámci Ramsarské úmluvy o mokřadech.
Nedaleko rybníků (nejblíže k Alahu IV) prochází červená turistická značka od Tří Grácií přes Ladenskou alej ke kapli sv. Huberta. Při ní se také nacházejí tzv. Lichtenštejnské studánky.

## Přehled rybníků v kaskádě
- Alah I – první na toku, asi 700 m východně od tvrziště Aloch; zavodněný
- Alah II – zcela zaniklý
- Alah III – mokřina
- Alah IV – v místě ohbí toku k severu, měl druhý přítok z Lichtenštejnských studánek; mokřina
- Alah V – mokřina
- Alah VI – nejblíže Třem Gráciím (hrází byla cesta do Hlohovce); zcela zaniklý a zalesněný
- Alah VII – zahrazený bezprostředně před Prostředním rybníkem; zčásti zavodněný